# Ministerium für Bildung (Israel)

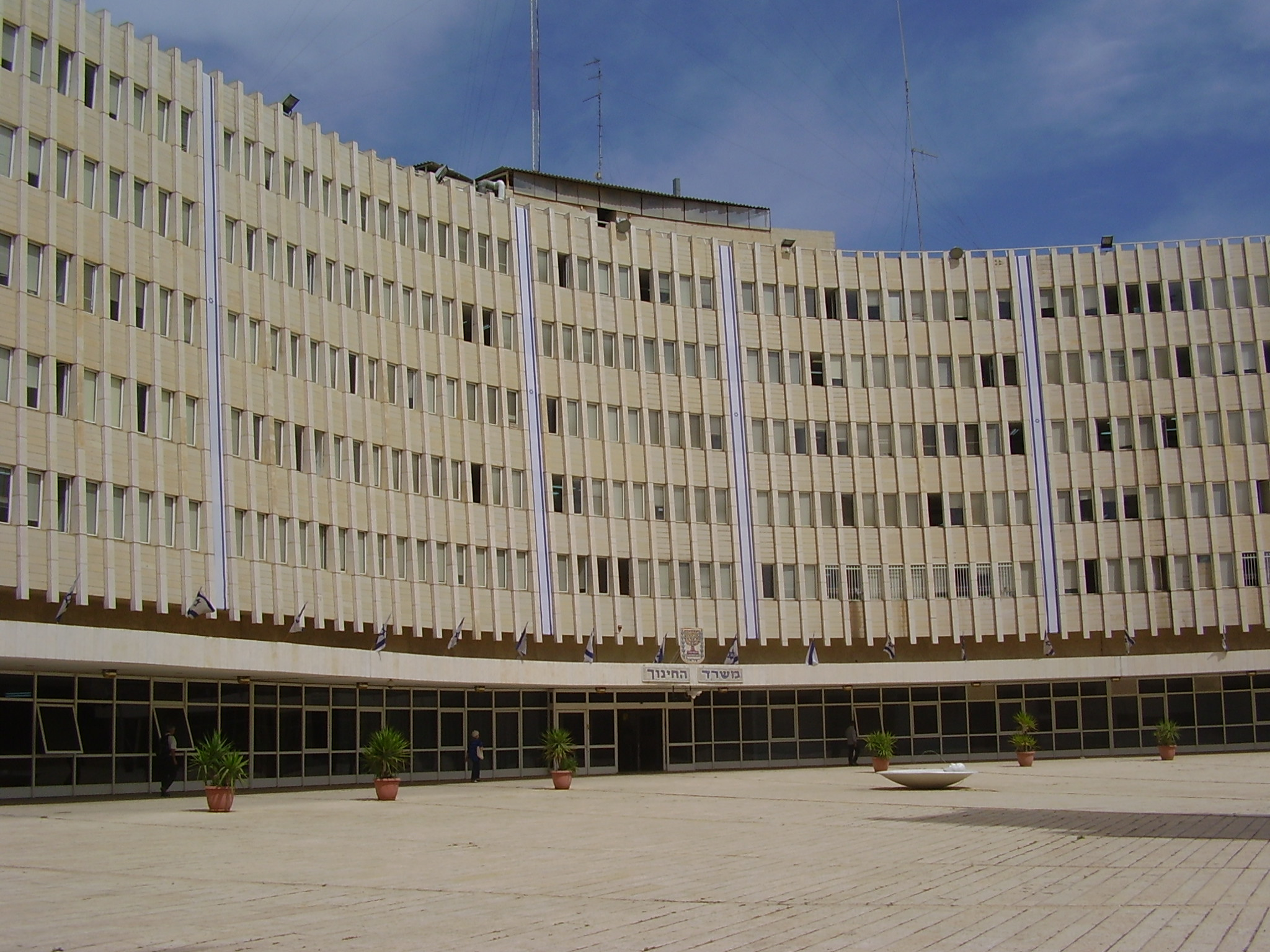
Hauptsitz des Ministeriums

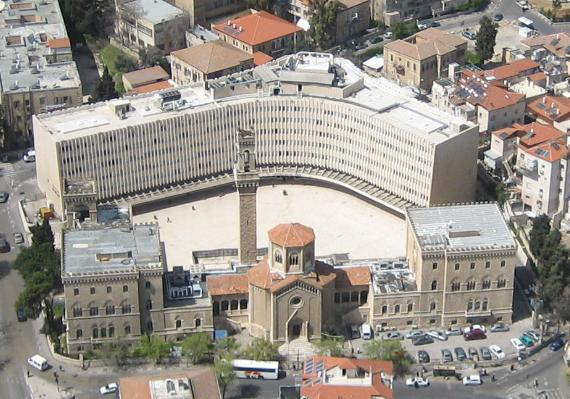
Luftbild vom Hauptsitz

Das Ministerium für Bildung (hebräisch מִשְׂרַד הַחִנּוּךְ Misrad haChinnūch) ist das israelische Bildungsministerium. Es hat seinen Hauptsitz in Jerusalem.
Andere Namen waren  Ministerium für Bildung und Kultur  (1949–1977, 1984–1990, 1992–1993) und Ministerium für Bildung, Kultur und Sport (1977–1984, 1990–1992, 1993–1999, 2003–2006).

## Liste der Minister
| #   | Minister           | Partei                               | Regierung          | Amtsdauer                            |
| --- | ------------------ | ------------------------------------ | ------------------ | ------------------------------------ |
| 1.  | Zalman Shazar      | Mapai                                | 1.                 | 10. März 1949 bis 1. November 1950   |
| 2.  | David Remez        | Mapai                                | 2.                 | 1. November 1950 bis 19. Mai 1951    |
| 3.  | David Ben-Gurion   | Mapai                                | 2.                 | 19. Mai 1951 bis 8. Oktober 1951     |
| 4.  | Ben-Zion Dinur     | Mapai                                | 3., 4., 5., 6.     | 8. Oktober 1951 bis 3. November 1955 |
| 5.  | Zalman Aran        | Mapai                                | 7., 8., 9.         | 3. November 1955 bis 10. Mai 1960    |
| 6.  | Abba Eban          | Mapai                                | 9., 10.            | 3. August 1960 bis 26. Juni 1963     |
| 7.  | Zalman Aran        | Mapai, HaMa’arach                    | 11., 12., 13., 14. | 26. Juni 1963 bis 15. Dezember 1969  |
| 8.  | Yigal Allon        | HaMa’arach                           | 15., 16.           | 15. Dezember 1969 bis 3. Juni 1974   |
| 9.  | Aharon Jadlin      | HaMa’arach                           | 17.                | 3. Juni 1974 bis 20. Juni 1977       |
| 10. | Sebulon Hammer     | Nationalreligiöse Partei             | 18., 19., 20.      | 20. Juni 1977 bis 13. September 1984 |
| 11. | Jitzchak Nawon     | HaMa’arach                           | 21., 22., 23.      | 13. September 1984 bis 15. März 1990 |
| 12. | Sebulon Hammer     | Nationalreligiöse Partei             | 24.                | 15. März 1990 bis 13. Juli 1992      |
| 13. | Schulamit Aloni    | Meretz                               | 25.                | 13. Juli 1992 bis 11. Mai 1993       |
| 14. | Jitzchak Rabin     | Awoda                                | 25.                | 11. Mai 1993 bis 7. Juni 1993        |
| 15. | Amnon Rubinstein   | Meretz                               | 25., 26.           | 7. Juni 1993 bis 18. Juni 1996       |
| 16. | Sebulon Hammer     | Nationalreligiöse Partei             | 27.                | 18. Juni 1996 bis 20. Januar 1998    |
| 17. | Jitzchak Levy      | Nationalreligiöse Partei             | 27.                | 25. Februar 1998 bis 6. Juli 1999    |
| 18. | Jossi Sarid        | Meretz                               | 28.                | 6. Juli 1999 bis 24. Juni 2000       |
| 19. | Ehud Barak         | Jisrael Achat                        | 28.                | 24. September 2000 bis 7. März 2001  |
| 20. | Limor Livnat       | Likud                                | 29., 30.           | 7. März 2001 bis 14. Januar 2006     |
| 21. | Meir Shitrit       | Kadima                               | 30.                | 18. Januar 2006 bis 4. Mai 2006      |
| 22. | Juli Tamir         | Awoda                                | 31.                | 4. Mai 2006 bis 31. März 2009        |
| 23. | Gideon Sa’ar       | Likud                                | 32.                | 31. März 2009 bis 18. März 2013      |
| 23. | Schai Mosche Piron | Jesch Atid                           | 33.                | 18. März 2013 bis 4. Dez. 2014       |
| 24. | Naftali Bennett    | HaBajit haJehudi, (Hayemin Hehadash) | 34.                | 14. Mai 2015 bis 2. Juni 2019        |
| 25. | Rafi Peretz        | Union der rechten Parteien           | 34.                | 17. Juni 2019 bis 17. Mai 2020       |
| 26. | Joaw Galant        | Likud                                | 35.                | 17. Mai 2020 bis 13. Juni 2021       |
| 27. | Yifat Sasha-Biton  | Tikwa Chadascha                      | 36.                | 13. Juni 2021 bis 29. Dezember 2022  |
| 28. | Yoav Kisch         | Likud                                | 37.                | 29. Dezember 2022 bis amtierend      |

### Stellvertretende Minister
| Minister                 | Partei                     | Regierung      | Amtsdauer                               |
| ------------------------ | -------------------------- | -------------- | --------------------------------------- |
| Kalman Kahana            | Po'alej Agudat Jisra'el    | 3., 4., 5., 6. | 4. November 1951 bis 15. August 1955    |
| Mosche Unna              | Nationalreligiöse Partei   | 7., 8.         | 22. März 1956 bis 1. Juli 1958          |
| Ami Assaf                | Mapai                      | 9., 10.        | 28. Dezember 1959 bis 17. Mai 1963      |
| Kalman Kahana            | Po'alej Agudat Jisra'el    | 10., 11., 12.  | 29. November 1961 bis 22. November 1965 |
| Aharon Jadlin            | Mapai                      | 12.            | 23. Dezember 1964 bis 12. Januar 1966   |
| Kalman Kahana            | Po'alej Agudat Jisra'el    | 13., 14.       | 17. Januar 1966 bis 15. Dezember 1969   |
| Aharon Jadlin            | HaMa’arach                 | 13., 14.       | 17. Januar 1966 bis 17. November 1969   |
| Ja’akov-Micha’el Chasani | Nationalreligiöse Partei   | 15.            | 22. Dezember 1969 bis 1. September 1970 |
| Aharon Jadlin            | HaMa’arach                 | 15.            | 22. Dezember 1969 bis 26. Juli 1972     |
| Awner-Chai Schaki        | Nationalreligiöse Partei   | 15.            | 1. September 1970 bis 17. Juli 1972     |
| Sebulon Hammer           | Nationalreligiöse Partei   | 15.            | 16. Januar 1973 bis 20. Januar 1974     |
|                          |                            |                |                                         |
| Mirijam Glaser-Ta’asa    | Likud                      | 19., 20.       | 11. August 1981 bis 13. September 1984  |
|                          |                            |                |                                         |
| Pinchas Goldstein        | Likud                      | 24.            | 20. November 1990 bis 13. Juli 1992     |
| Mosche Maja              | Schas                      | 25.            | 29. Juli 1992 bis 12. September 1993    |
| Micha Goldman            | Awoda                      | 25., 26.       | 4. August 1992 bis 18. Juni 1996        |
| Mosche Peled             | Tzomet                     | 27.            | 8. Juli 1996 bis 2. November 1998       |
| Eli’ezer Sandberg        | Tzomet                     | 27.            | 2. November 1998 bis 6. Juli 1999       |
| Scha’ul Jahalom          | Nationalreligiöse Partei   | 28.            | 5. August 1999 bis 12. Juli 2000        |
| Meschulam Nahari         | Schas                      | 28., 29.       | 5. August 1999 bis 28. Februar 2003     |
| Abraham Rawitz           | Vereinigtes Thora-Judentum | 29.            | 16. April 2001 bis 28. Februar 2003     |
| Zvi Hendel               | Ha-Ichud ha-Le'umi         | 30.            | 5. März 2003 bis 6. Juni 2004           |
| Michael Melchior         | Meimad                     | 30.            | 11. Januar 2005 bis 20. Juni 2005       |
| Madschalli Wahbi         | Kadima                     | 30.            | 20. Juni 2005 bis 4. Mai 2006           |
|                          |                            |                |                                         |
| Meir Porusch             | Vereinigtes Thora-Judentum | 32.            | 6. April 2009 bis 18. März 2013         |
| Abraham Warzman          | HaBajit haJehudi           | 33.            | 18. März 2013 bis 31. März 2015         |
| Meir Porusch             | Vereinigtes Thora-Judentum | 34., 35.       | 19. Mai 2015 bis amtierend              |